# Rhynchogyna saccata
Rhynchogyna saccata är en orkidéart som beskrevs av Gunnar Seidenfaden och Leslie Andrew Garay. Rhynchogyna saccata ingår i släktet Rhynchogyna och familjen orkidéer.
Artens utbredningsområde är Thailand. Inga underarter finns listade i Catalogue of Life.